# Жёлтая трясогузка
Жёлтая трясогу́зка, или пли́ска (лат. Motacilla flava), — вид птиц семейства трясогузковых, обитающий на обширной территории Европы, Азии, Африки и Аляски. Как и другие виды трясогузок, выделяется своим длинным хвостом, которым постоянно покачивает, а также ярким жёлтым оперением брюшка у взрослых птиц. Эту птицу часто можно увидеть на сыром лугу либо на берегу водоёма, сидящую на вершине стебля высокой травы и балансирующую широко распущенным хвостом.

## Описание
Это самая маленькая представительница рода, её длина составляет 15—16 см, а вес около 17 г. Она выглядит заметно мельче родственной ей желтоголовой трясогузки, а по сравнению с белой трясогузкой имеет более короткий хвост и отличные тона в оперении. Тело стройное, с длинным покачивающимся хвостом. Оперение спины у самцов и самок серовато-зелёное либо серовато-бурое, с лёгким оттенком оливкового цвета, у самок верх слегка более тусклый. Маховые перья крыльев светло-бурые с широкими каёмками охристого цвета. Хвост тёмно-бурый; наружная пара рулевых перьев хвоста белая. Рисунок головы может заметно различаться у отдельных подвидов: например, у подвида M.f.lutea, обитающего в Поволжье и Юго-Западной Сибири, на голове имеется бледная серовато-жёлтая шапочка, тогда как у подвида M.f.feldegg она почти чёрная. Над глазами часто имеются белые горизонтальные полоски. Подбородок и передняя часть шеи могут быть как ярко-жёлтого, так и белого цвета. В связи со столь ярким различием некоторые орнитологи склонны выделять некоторые подвиды в отдельные виды (подробнее см. Систематику). Брюхо у самцов ярко-жёлтое, а у самок беловато-жёлтое. Ноги тёмно-бурые либо чёрные. У молодых птиц верх буровато-серый, низ более бледный, светло-коричневый.

## Распространение
Широко распространена в палеарктическом поясе: гнездится на большей части Евразии, за исключением районов Крайнего Севера, горных систем и Юго-Восточной Азии, в Северной Африке и на западе Аляски в Северной Америке. На территории Российской Федерации обитает почти повсеместно, за исключением тундры, Кавказа и южной части Сахалина. Как правило, перелётная птица — в местах гнездовий встречается с апреля по сентябрь — начало октября. В некоторых южных районах ареала ведёт оседлый образ жизни. Зимует в Африке, в Южной Азии, на Филиппинах и островах Малайского архипелага.
В гнездовой период обитает во влажных либо заболоченных лугах, травяных болотах с кустарниками, на низинных участках лесной и лесостепной зоны, в речных долинах. Однако единичные жёлтые трясогузки были отмечены весной орнитологами Ассоциации Любителей птиц России и в Приокско-Террасном заповеднике, хотя этот вид не является характерным для биотопа заповедника.
В сплошной тайге селится редко, однако гнездится по берегам рек. Плотность гнездовий может сильно различаться — при схожих условиях в одних местах их может не быть вовсе, а в других формируются плотные поселения, где соседние пары селятся в нескольких десятках — сотне метров друг от друга.

## Поведение
Своими движениями жёлтые трясогузки напоминают родственных им белых трясогузок, однако, в отличие от последних, добычу чаще всего ищут на земле, а не в воздухе. Они довольно проворно передвигаются по земле и ловко летают низко над землёй. Как отмечает известный немецкий натуралист XIX века Альфред Брем, «кажется, что они не летят, а скачут, тогда, как во время больших перелётов птицы несутся с необыкновенной быстротой».

## Размножение

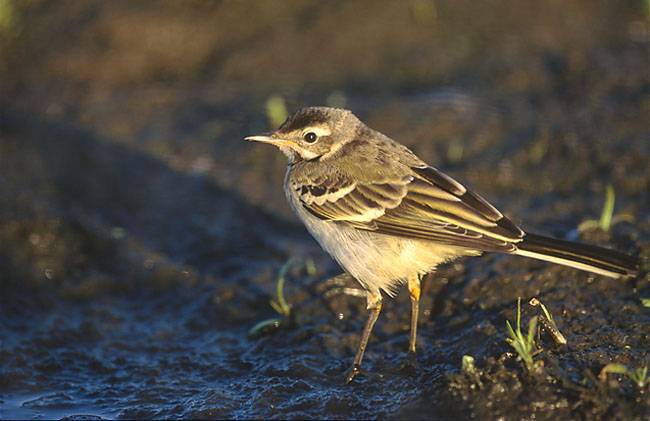
Молодая жёлтая трясогузка

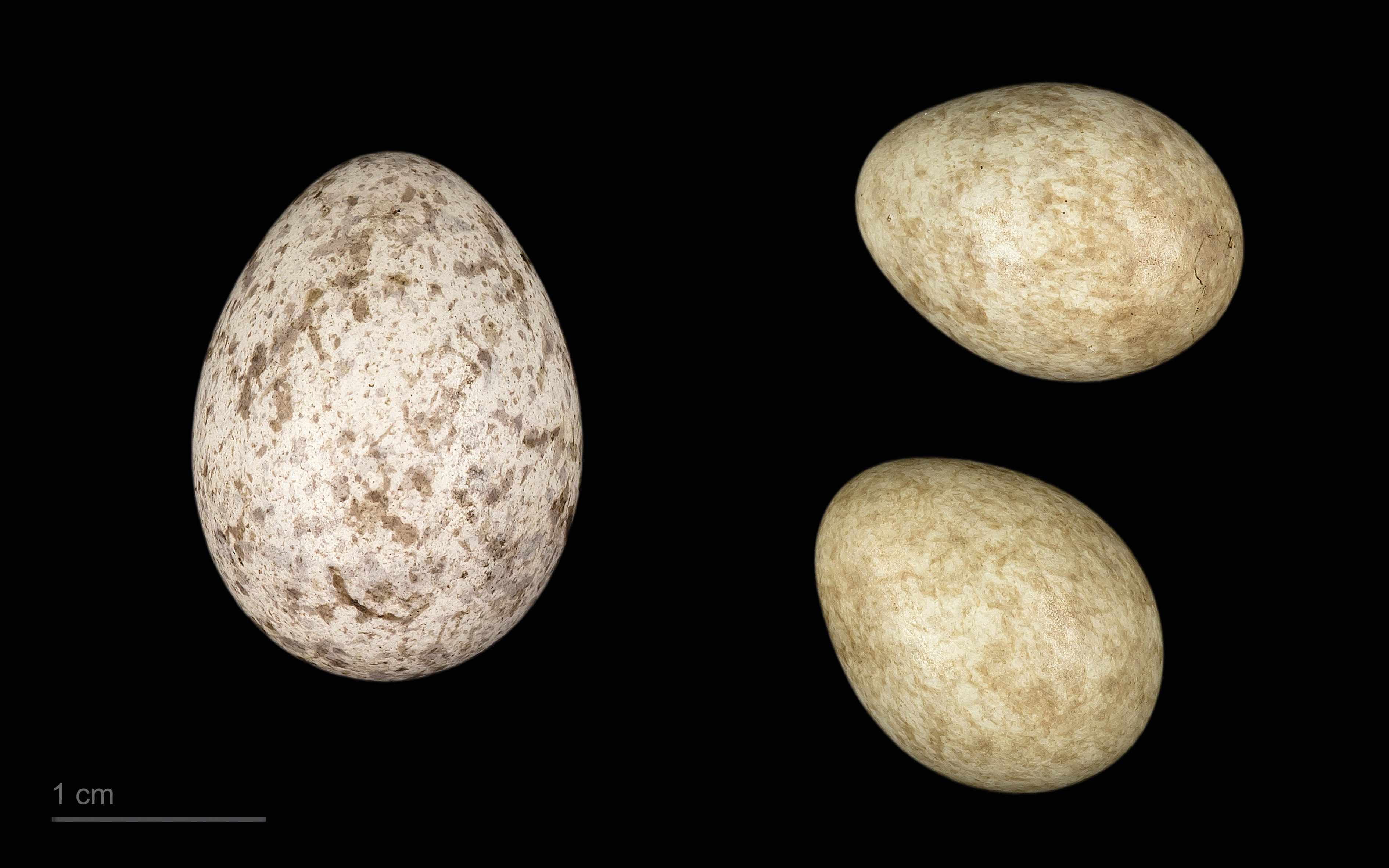
яйцо Cuculus canorus canorus + Motacilla flava - Тулузский музеум

В местах гнездовий жёлтые трясогузки появляются после схода снега и появления зелёной травы — в феврале-мае в зависимости от широты. В средней полосе России птицы обычно прилетают во второй половине апреля, а в Сибири — в первой половине мая. Гнездо устраивается на заболоченной территории с богатым травянистым и кустарниковым покровом, в небольшом углублении на земле — под кустиком, в густой траве либо возле кочки. Перед началом строительства самка в течение одного-двух дней тщательно выбирает место для гнезда, осматривая в округе каждый пятачок растительности. Гнездо представляет собой плоскую чашечку диаметром 80—110 мм и глубиной 30—45 мм. В качестве строительного материала используются различные части луговых растений; дно гнезда устилается пучками шерсти или конского волоса. Часто на дне гнезда можно обнаружить один-два зелёных листочков злаковых растений или несколько перьев. Кладка состоит из 5—6 зеленовато-белых либо желтовато-белых яиц с тёмным крапом, размером 17—20 х 13—15 мм. Инкубационный период составляет 10—13 дней, насиживает одна самка. Самец во время постройки гнезда и насиживания находится поблизости, часто на вершине высокой травы, охраняет территорию и изредка кормит самку. В случае возникновения опасности самец начинает кричать и летать вокруг гнезда, а самка покидает гнездо, перебегает в траве на расстояние в 10—20 м, взлетает и присоединяется к самцу. За вылупившимися птенцами ухаживают как самец, так и самка. Птенцы покидают гнездо примерно через 13 дней, однако ещё некоторое время не способны летать и кормятся родителями. Иногда в конце июня самка откладывает второй раз за сезон. Примерно в середине лета родители вместе с подросшим потомством начинают кочевать по болотистым местам, а зимняя миграция продолжается с середины августа по середину октября.

## Питание
Рацион питания составляют различные мелкие беспозвоночные животные: пауки, клопы, веснянки, жесткокрылые (листоеды, долгоносики и т. д.), мухи, наездники, гусеницы, бабочки, комары и муравьи. Добычу, как правило, ищут на земле, быстро передвигаясь среди травы.

## Систематика
Классификация и филогенетика жёлтых трясогузок крайне запутанна и в настоящий момент находится в стадии переосмысления. Некоторые орнитологи, как в частности, Н. Н. Балацкий, выделяет жёлтых трясогузок в отдельный род Budytes (Cuvier, 1817), а некоторым её подвидам придаёт статус вида — B. feldegg, B. lutea, B. taivana. В разные годы были описаны десятки подвидов этих птиц, и лишь 10—15 из них в настоящее время являются всеобще признанными. Кроме того, в ряде случаев желтоголовая и жёлтая трясогузки вместе формируют ряд криптических видов (то есть видов, обладающих внешним сходством, но имеющих отличный генетический код)..

### Подвиды

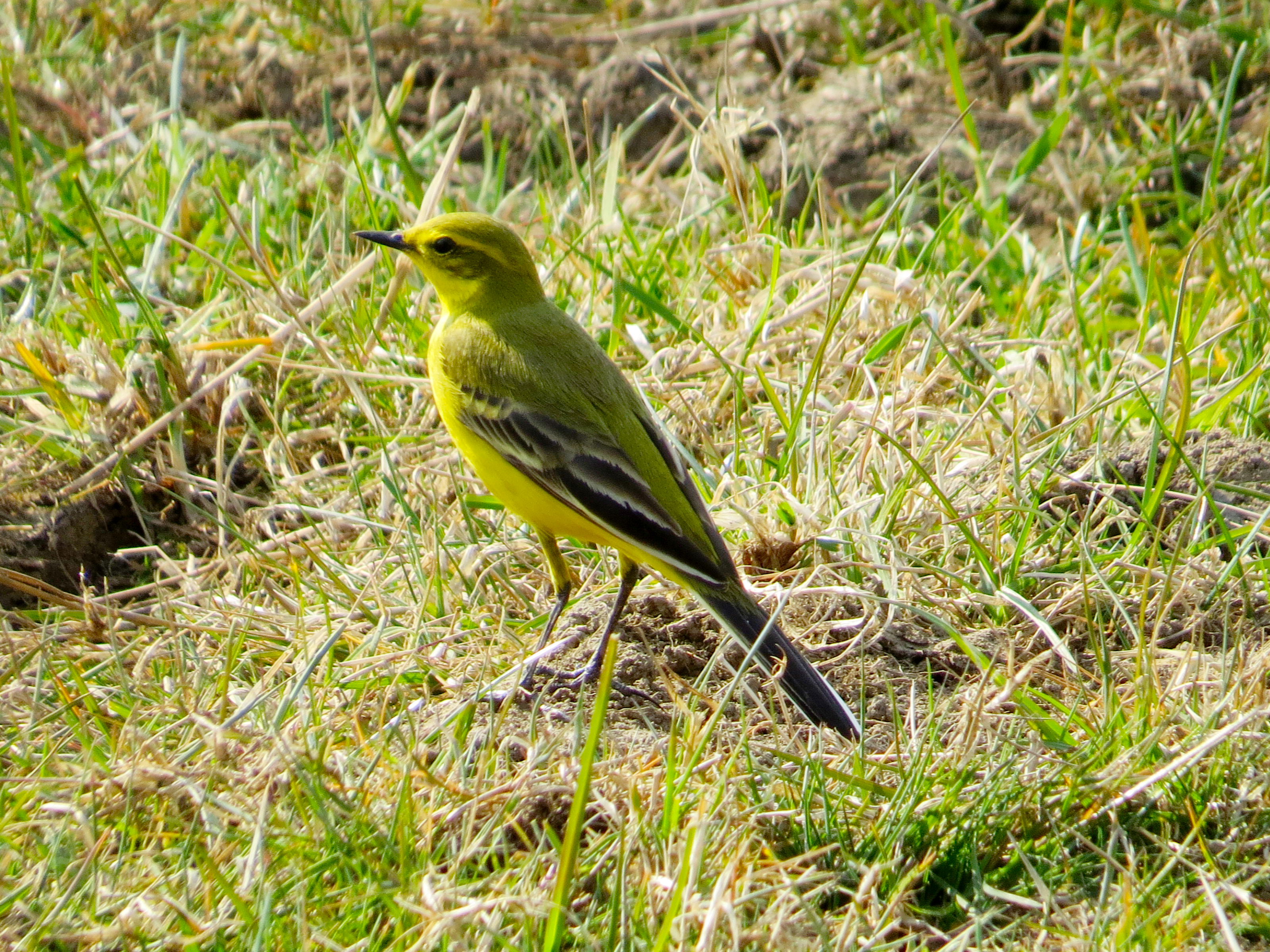
Подвид M. f. flavissima

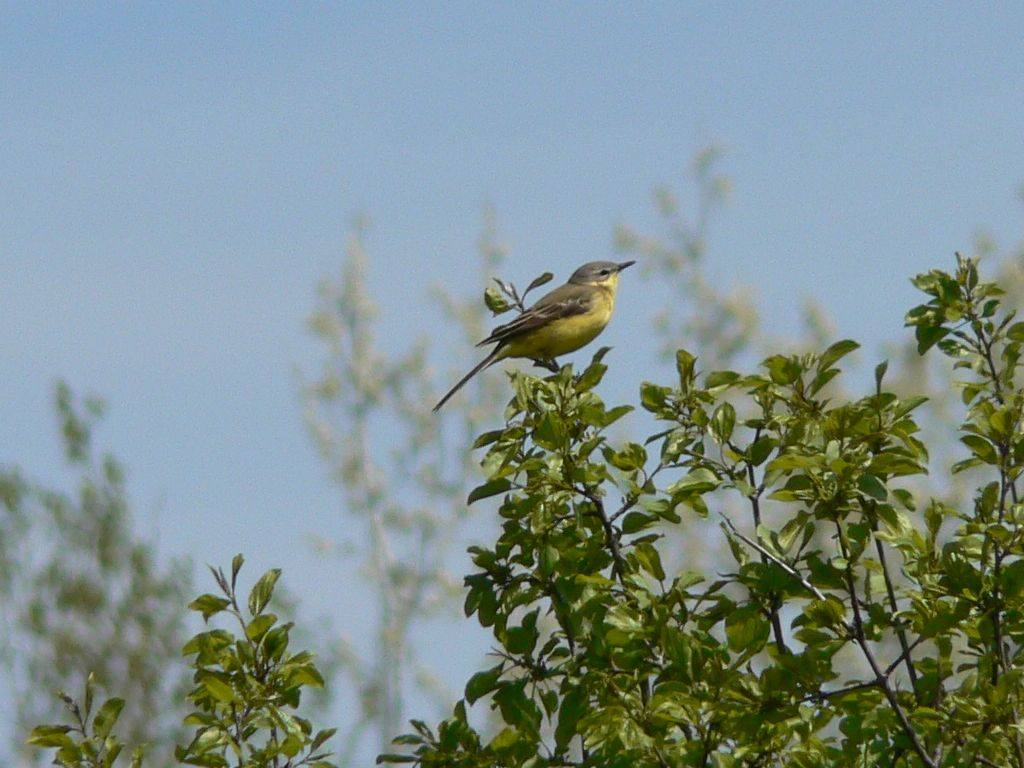
Жёлтая трясогузка на дереве

Список подвидов по версии Тайлера:
- M. f. flava Linnaeus, 1758

У самцов голова голубовато-серая, с белыми полосками над глазами и на щёчках. У самок тона более бледные, жёлто-зеленоватые.
Гнездится в Европе от Франции на западе до Уральских гор на востоке. Северная граница ареала проходит через центральную часть Скандинавии. Зимует в Африке, к югу от Сахары.
- M. f. flavissima (Blyth, 1834)

Голова желтовато-зелёная с более светлой жёлтой надглазничной полоской. Брюшная часть тела у самок выглядит заметно бледнее по сравнению с самцами.
Гнездится в Великобритании и вдоль побережья Ла-Манша. Зимует в Африке.
- M. f. thunbergi Billberg, 1828

У самцов голова до щёк тёмно-серая. Белая бровь отсутствует. Подбородок обычно жёлтый, реже белый. У самок, как правило, шапочка более светлая, а над глазами может быть еле заметная зеленоватая полоска.
Гнездится к востоку от Центральной и Северной Скандинавии до Северно-Западной Сибири. Зимует в Восточной Африке, Индостане, Юго-Восточной Азии.
- M. f. iberiae Hartert, 1921

Напоминает подвид M. f. flava, однако горло белое, а позади глаз перья тёмно-серые, почти чёрные.
Гнездится в Юго-Восточной Франции, Пиренейском полуострове, Северной Африке от Туниса до Национального парка Бан д’Аргэн. Зимует в Центральной Африке в промежутке между Гамбией и Центральноафриканской Республикой.
- M. f. cinereocapilla Savi, 1831

Схожа с подвидом M. f. iberiae, однако надглазничная полоса отсутствует либо очень слабо выражена.
Гнездится на Сицилии, Сардинии, в Италии и Словении. Зимует на побережье Туниса, Алжира, а также в Мали и в районе озера Чад.
- M. f. pygmaea (A. E. Brehm, 1854)

Схожа с подвидом M. f. cinereocapilla, однако меньше по размеру и менее яркая.
Ведёт оседлый образ жизни в дельте и нижнем течении Нила.
- M. f. feldegg Michahelles, 1830

Схожа с подвидом M. f. thunbergi. По сравнению с самцом последнего, тёмно-серая шапочка на голове у обоих полов более бледная. Горло белое.
Гнездится от Балканского полуострова на западе до Турции, Юго-Восточного Казахстана, Ирана и Афганистана на юго-востоке, а также в государствах Леванта. Зимует в Центральной Африке в промежутке между Нигерией, Угандой и Южным Суданом.
- M. f. lutea (S. G. Gmelin, 1774) или Желтолобая трясогузка

У самцов голова жёлтая с зеленоватыми щёчками. Самки напоминают самок подвида M. f. flava, однако их оперение несколько более яркое.
Гнездится в промежутке между Нижним Поволжьем на западе и Иртышом и о. Зайсан на востоке. Зимует в Африке и полуострове Индостан.
Желтолобая трясогузка часто считается отдельным видом Motacilla lutea, причём отмечается, что гибриды между жёлтой и желтоголовой трясогузками неизвестны. Некоторые орнитологи, в частности, Н. Н. Балацкий, выделяют жёлтых трясогузок в отдельный род Budytes (Cuvier, 1817), а некоторым подвидам придают статус вида — B. feldegg, B. lutea, B. taivana (Балацкий Н. Н., Яковлев М. В., Корзюков А. И., Радьков Д. В.). В некоторых орнитологических трудах России и Казахстана желтолобую трясогузку выделяют в монотипический вид Motacilla lutea, который является представителем политипического рода Motacilla (Степанян, 1990; Муравьёв, 1991; Левин, Губин, 1993; Гаврилов, 1999; Коблик, 2006). В качестве самостоятельного вида, а не подвида жёлтой трясогузки, желтолобая трясогузка рассматривается ввиду полностью симпатричного распространения с географическими расами Motacilla flava.
- M. f. beema (Sykes, 1832)

Схожа с подвидом M. f. flava. Голова светлая, иногда беловатая. Кроющие перья уха светло-серые, часто с примесью белого цвета; белая надглазничная полоса хорошо выражена; подбородок всегда белый. Самцы и самки часто не отличаются друг от друга.
Гнездится севернее M. f. lutea, к западу от буддистской области Ладакх. Зимует в Индии, Восточной Африке и Аравийском полуострове.
- M. f. melanogrisea (Homeyer, 1878)

Схожа с подвидом M. f. feldegg, но на щеке имеет хорошо выраженную белую полоску и иногда зеленоватую шею. Международный союз орнитологов не отделяет включает подвид в состав M. f. feldegg
Гнездится в дельте реки Волги, на побережье Каспийского моря и Северном Афганистане. Зимует в Пакистане, Северно-Западной Индии, Непале и, возможно, Северо-Восточной Африке.
- M. f. leucocephala (Przevalski, 1887)

Самцы выглядят похоже на подвид M. f. flava, но серые перья на голове гораздо светлее, почти белые. У самок по сравнению с самками M. f. flava голова более тёмная.
Гнездится в Северо-Западной Монголии и прилегающих территориях Китая и Индии. Зимует, вероятно, в Индии.
Некоторые другие подвиды, ранее относящиеся к жёлтой трясогузке, были выделены в вид M. tschutschensis J. F. Gmelin, 1789:
- M. f. plexa (Thayer & Bangs, 1914)

По сравнению с подвидом M. f. thunbergi кроющие перья ушей у самцов более тёмные, шапочка на голове более светлая, надглазничная полоска выражена слабо. Самки сходны с самцами, но выглядят несколько бледнее.
Гнездится в Сибири между реками Хатанга и Колыма. Зимует в Индии и Юго-Восточной Азии.
- M. f. tschutschensis J. F. Gmelin, 1789

По сравнению с подвидом M. f. flava шапочка на голове более тёмная. Самки часто не отличаются от самцов.
Гнездится в районе Берингова пролива и на Северо-Западном побережье Канады. Зимует в районе побережья Южно-Китайского моря.
- M. f. angarensis (Sushkin, 1925)

По сравнению с подвидом M. f. plexa белая надглазничная полоска более ярко выражена.
Гнездится в Южной Сибири, Забайкалье и Северной Монголии. Зимует в Юго-Восточной Азии.
- M. f. taivana (Swinhoe, 1863)

От подвида M. f. flavissima отличается более тёмными перьями в верхней части головы. Кроющие перья ушей гораздо темнее, почти чёрные. Самцы и самки друг от друга не отличаются.
Ареал гнездовий занимает промежуточное положение между ареалами M. f. plexa и M. f. tschutschensis, включая Сахалин и северную часть острова Хоккайдо. Зимует в Юго-Восточной Азии: от Мьянмы на западе до Тайваня на востоке и островов Индонезии на юге.
- M. f. macronyx (Stresemann, 1920)

По сравнению с подвидом M. f. thunbergi самцы имеют более яркое и чёткое оперение. Самки не имеют надглазничной полоски.
Гнездится к востоку от Юго-Восточного Забайкалья, не южнее Маньчжурии. Зимует на северо-западном побережье Южно-Китайского моря.
- M. f. simillima (Hartert, 1905)

Имеет сходство с подвидом M. f. flava, но, в отличие от него, самец и самка выглядят одинаково, а надглазничная полоса менее ярко выражена.
Гнездится на Камчатке и островах Берингова моря, возможно, на Алеутских островах. Зимует в Юго-Восточной Азии и Северной Австралии.